# Quaestiones (römische Jurisprudenz)
Als quaestiones (von lateinisch quaestio ‚Frage‘) bezeichnet die antike Rechtsgeschichte einen Typus von Lehrwerken, die in der klassischen Zeit der römischen Jurisprudenz meist unter diesem Titel entstanden sind. Neben den Disputationes zählt die Schriftgattung zur Problemliteratur. Quaestiones sind durch eine spezielle Darstellungsmethode gekennzeichnet, die sich etwa auch in Senecas naturales quaestiones findet und sich an ältere rhetorische Konzepte anlehnt. Hierbei führt ein Redner seinen Schüler in die Rechtsprechung ein, indem er immer weiterführende Fragen zur Vertiefung rechtlicher Problemkreise stellt und überkommene Meinungen diskutieren lässt. Inwiefern den Lehrwerken auch eine mündliche Lehrpraxis entspricht, ist unklar. 
Werke dieses Zuschnitts stammen – bereits im frühen 1. Jahrhundert – von Fulcinius Priscus, der dazu neun Bücher vorlegte, später von Celsus (filius) bei doppeltem Umfang, Papinian, oder besonders auch vom Julianschüler Caecilius Africanus. Mit acht Büchern machte wohl auch der spätere Kirchenvater Tertullian auf sich aufmerksam, weiterhin steuerte Callistratus zwei Bücher bei. Die Mitarbeiter des Kaisers Justinian verarbeiteten zudem Werke der Namensvettern Cervidius und Mucius Scaevola.
Die Abhandlung der Themen orientierte sich zumeist am prätorischen Edikt. Die quaestionum libri, in denen Fallbesprechungen im gehobenen Rechtsunterricht mit fortgeschrittenen Studenten festgehalten waren, gingen wohl aus der Lehrtätigkeit der Rechtsgelehrten selbst hervor. Als Werke der klassischen Problemliteratur, lassen sie sich deutlich gegen die Anfängerlehrbücher, Institutiones, abgrenzen.
Die Literaturgattung ist begrifflich abzugrenzen, denn quaestio steht auch für ein schwurgerichtliches Strafverfahren, das sich bereits ab dem Ende der römischen Republik durchzusetzen begann.